# C'est comme ça que je t'aime (série télévisée)
Pour les articles homonymes, voir C'est comme ça que je t'aime.
C'est comme ça que je t'aime est une série télévisée québécoise écrite par François Létourneau, qui en est aussi l'un des acteurs principaux, et réalisée par Jean-François Rivard et Robin Aubert.
Le titre de la série vient d'une chanson de Mike Brant, sortie en 1974, l'année où se déroule l'intrigue de la première saison. La deuxième saison se déroule en 1975 et la troisième saison en 1976.
La série est disponible sur la plateforme ICI TOU.TV depuis le 6 mars 2020 et est disponible en France sur la plateforme Salto depuis le 20 octobre 2020. CBC Gem propose la série, en version française sous-titrée en anglais, depuis le 16 septembre 2020.
La saison 2 est tournée de juin à octobre 2021 et est diffusée à partir du 3 mars 2022. La saison 3 est diffusée à partir du 1er mars 2024.

## Synopsis
La série se passe aux étés de 1974, 1975 et de 1976 et raconte l'histoire de deux couples vivant à Sainte-Foy, dans la région de la ville de Québec, qui tombent dans la criminalité.

## Fiche technique
- Réalisation : Jean-François Rivard et Robin Aubert[8]
- Scénario : François Létourneau
- Compositeur : Patrick Lavoie
- Société de production : Productions Casablanca[9]
- Pays d'origine :  Canada
- Langue : français
- Durée : 40 minutes

## Distribution
- François Létourneau : Gaétan Delisle
- Marilyn Castonguay : Huguette Delisle
- Patrice Robitaille : Serge Paquette
- Karine Gonthier-Hyndman : Micheline Paquette
- Sophie Desmarais : Marie-Josée Bolduc
- Rémi-Pierre Paquin : René Croteau
- Patrick Drolet : Mario, curé
- Jean-François Provençal : Lucien
- René Richard Cyr : Raymond le « Caïd »
- Chantal Fontaine : Jeannine
- Mani Soleymanlou : Robert « Coco » Bédard
- Charlotte Le Bon : Grazia « Mante Religieuse »
- Mathieu Gosselin : Eudore « Puff » Côté
- Yves Jacques : Le Consigliere
- Robert Lepage : Bernard Laporte le maire de Sainte-Foy
- Xavier Dolan : le sexiste no 3.
- Pier-Luc Funk : le sexiste no 2.
- Olivier Beauvais-Courchesne : le sexiste no 1.
- Mattis Savard-Verhoeven : le sexiste no 4.
- Catherine Trudeau : Gysèle Truchon
- Sébastien Rajotte : Claude Gingras
- Jocelyne Zucco : Carole
- Alexis Lefebvre : policier Roland Audet 1974
- François L'Écuyer : Gérard Boulerice
- Anick Lefebvre : Mme Boulerice
- Jimmy Paquet : Dino Bravo
- Claude-Michel Bleau : Robert Bourassa
- Hubert Proulx : un des frères Cousineau
- Gaston Lepage : « Croquette » Morency
- Richardson Zéphir : Roland
- Pierre Limoges : Daniel Tremblay
- Fabien Dupuis : Bertrand Boivin
- Luc Morissette : Jacques
- Noémie Leduc-Vaudry : secrétaire du premier ministre
- Louise Malouin : Mme Vézina
- Évelyne St-Pierre : patiente salle d'attente
- Cassandra Lussier : monitrice du camp
- Guy Vaillancourt : Marcel Gosselin 2019
- Bastien Roy : François Paquette 1974
- Sylvain Lamy : François Paquette 2019
- Édouard B. Larocque : Martin Delisle 1974
- Christian Cardin : Martin Delisle 2019
- Élia St-Pierre : Isabelle Paquette 1974
- Marjolaine Lemieux : Isabelle Paquette 2019
- Dayne Simard : jeune homme collègue de Gaétan
- Émilie Tancrède : le p'tit Simard
- Patrice Dussault : avocat
- Marc Simard Nataren : serveur Continental
- Normand Carrière : Lionel
- Mireille Jodoin : collègue
- Dominic Roch-Sickini : collègue
- Claude-Maurice Lavoie : collègue
- Daniel Barré : homme avec le Caïd
- Norbert Langlois : vrai Coco
- Pier-Olivier Dumont : vrai Puff
- Anjo Arson : paroissienne
- Rodney Kellman : le sultan de Téhéran
- Yves-Hubert Michaud : maître d'hôtel
- Vincent Champoux : serveur
- Jérémie Aubry : serveur
- Miguel Fontaine : valet
- Michel Lee : portier
- Charlotte Poitras : blonde de Coco
- Phoebe Major Mewse : blonde de Puff
- Louise-Véronique Sicotte : paroissienne
- André Latour : garde de Bourassa
- Claude Tremblay : le dépeceur
- Nicolas Chabot : homme du couple à la plage
- Esther Hardy : femme du couple à la plage
- Simon Rousseau : enquêteur SQ
- Stéphanie M. Germain : jeune femme prostituée
- Marc Larrivée : homme motel
- Alexandre St-Martin : un des frères Cousineau
- Marc-André Boire : un des frères Cousineau
- Michel Perron : Adélard
- Étienne De Passillé : cuisinier pizzeria
- Philippe Hartmann : homme stationnement motel
- Mara Tremblay : chansonnière cabaret
- Nicolas Landré : journaliste radio
- Jacques Monast : enquêteur SQ
- Martin Lefebvre : enquêteur SQ
- Yan Chamberland : motard
- Bruce Wayne Le Gros : motard
- Annie-Claude Letarte : Anita Gingras
- Joey Bélanger : enfant de Claude
- Alexia Martel : enfant de Claude
- David Nollet : Roger « Frites sauce » Perron
- Simon Lee Lepage : Luc « Couleuvre » Proulx
- Étienne Béliveau : Bob « Marteau » Cloutier
- Anouk Whissel : motarde
- Michel Parent : David « SS » Bouchard
- Loran Gagné : Martin « Démon » Gagné
- François Simard : motard
- Yoann-Karl Whissel : motard
- Alain Dahan : chauffeur de taxi
- Benoît Gauthier : Gaston
- Marc-André Brisebois : Maurice
- John Sébastien Cote : Jean « La bombe » Thivierge
- Lee Villeneuve : Camille « Vieux criss » Bellefeuille
- Marcello Bezina : Simon « Shotgun » Boisclair
- Stéphane Dargis : Alphonse « Porc frais » Desmarais
- Joey Bélanger : enfant dans la voiture

## Accueil

### Récompenses
Gala Les Olivier (2023) : Série de fiction humoristique de l'année (saison 2) Sauf indication contraire, les informations mentionnées dans cette section peuvent être confirmées par la base de données cinématographiques IMDb,  présente dans la section « Liens externes ».
C'est comme ça que je t'aime remporte le prix Gémeaux du Meilleur montage dans la catégorie œuvre dramatique.